# 横山駅 (兵庫県)
横山駅（よこやまえき）は、兵庫県三田市南が丘二丁目にある、神戸電鉄の駅。駅番号はKB27。標高167 m。

## 歴史
- 1928年（昭和3年）12月18日：三田線開通と同時に、電鉄横山駅として開業[1][5]。
- 1947年（昭和22年）1月9日：三木電気鉄道との合併により、神有三木電気鉄道（現在の神戸電鉄）の駅となる[5]。
- 1988年（昭和63年）4月1日：横山駅に改称[1][5]。
- 1990年（平成2年）5月20日：三田方へ100mの位置へ移転[1]。
- 1991年（平成3年）
  - 3月24日：三田線当駅 – 三田間複線化[5]。
  - 10月28日：公園都市線が当駅 - フラワータウン間で開業[5][6]。

## 概要
神戸電鉄三田線・公園都市線の列車が発着する。当駅は公園都市線の起点であり、公園都市線の0キロポストも設置されているが、公園都市線の列車はすべて三田線を経由して三田駅に発着する。三田線は当駅から三田駅まで複線、当駅から田尾寺駅までは単線となる。
ホームには1、2番線ともLEDによる行先表示器が設置されているが、1番線のものは、特急が廃止されて隣の三田本町駅を通過する列車がなくなったため（三田本町駅は当駅 - 三田駅間の唯一の途中駅）、種別にかかわらず「普通」と表示される。
駅前にはロータリーが設置されているが、バス停はなく、タクシー乗り場にも客待ちをするタクシーの姿はない。
三田学園中学校・高等学校の最寄り駅であり、三田学園が市外からの通学者が多いことも手伝って、朝には駅は三田学園の学生でごったがえす。三田学園前という当駅の別称も駅名盤や車内のアナウンスで用いられている。
駅では他に、三田線と公園都市線とを相互に乗り継ぐ客が多い。神戸電鉄は、通しの料金で乗れる公園都市線各駅と神戸間を除き、三田対神戸間の競争力が低く、三田線を通しで乗る客は少ないため、当駅で乗客の大半が入れ替わってしまう。
当駅には公園都市線の開業を記念したモニュメントが2か所に設置されている（下画像参照）。1つは掘割面にコンクリートで造形されており、構内からでないと確認しにくい。もう1つはロータリーの隅に設置されている。

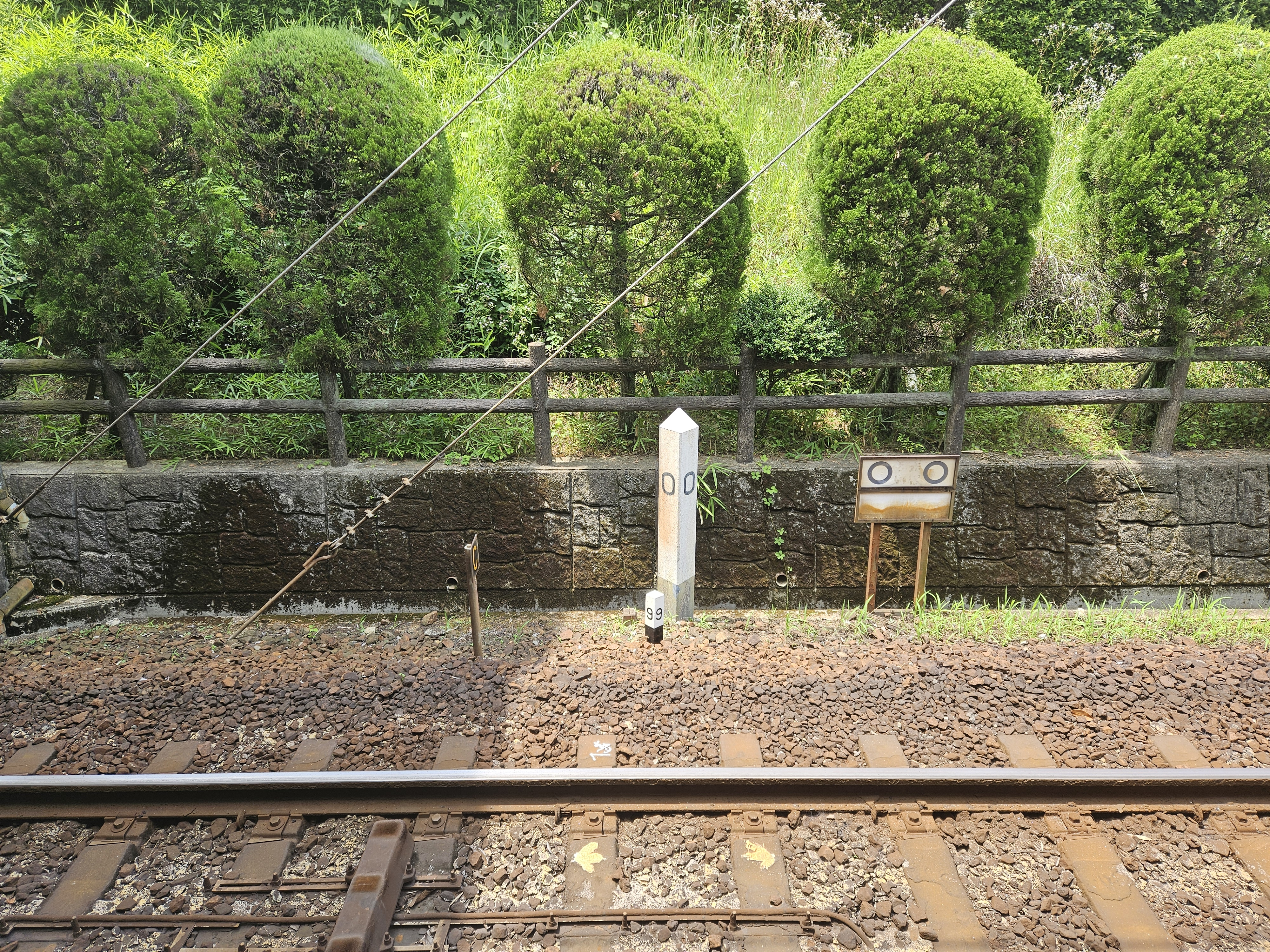
0kmポスト

| 駅のモニュメント（2008年2月） |  | 駅のモニュメント（2008年2月） |
| 駅のモニュメント（2008年2月） |  |                               |

## 駅構造
掘割の部分に島式1面2線のホームを持つ橋上駅だが、周辺の土地は起伏が激しいため、駅の北側からは地上駅のように見える。入線する列車は最大4両だが、ホーム有効長は5両分用意されている。エレベーターは構内に一基設置されている。
当駅から三田側は三田線・公園都市線共用の複線となるが、新開地・ウッディタウン中央側では単線の線路二本がそれぞれ別方向に向かって延びている。このため、日中の公園都市線の列車と早朝・深夜の三田線の一部の列車は当駅で交換する。当駅から新開地方面へ延びる線路は急カーブを描き、そのため新開地方面へ発着する列車は徐行する。公園都市線は駅を出るとすぐトンネルに入るが、1番線には直線状に線路がつながっているので、公園都市線からの三田行の列車は速度を落とさずに入線してくることが多い。2番線新開地・ウッディタウン中央側にある安全側線は、当駅 - 田尾寺間の複線化の準備と考えられるが、複線化の目途は立っていない。三田側にも渡り線が設置され、三田方面からの列車の折り返しができるようになっている。
神戸電鉄の車両の行先表示幕には「横山」のものが用意されているが、現在各方面とも当駅を始発・終着とする列車の設定はない。
単線時代も島式ホームを持ち、今よりも高台にあった。

### のりば
| ホーム | 路線       | 方向 | 行先                   |
| ------ | ---------- | ---- | ---------------------- |
| 1      | 三田線     | 下り | 三田方面               |
| 2      | 三田線     | 上り | 新開地方面             |
| 2      | 公園都市線 | 上り | ウッディタウン中央方面 |

- 1番線・2番線とも公園都市線を含めた3方向からの入線に対応しており、1番線からは新開地方面・ウッディタウン中央方面への発車も可能。

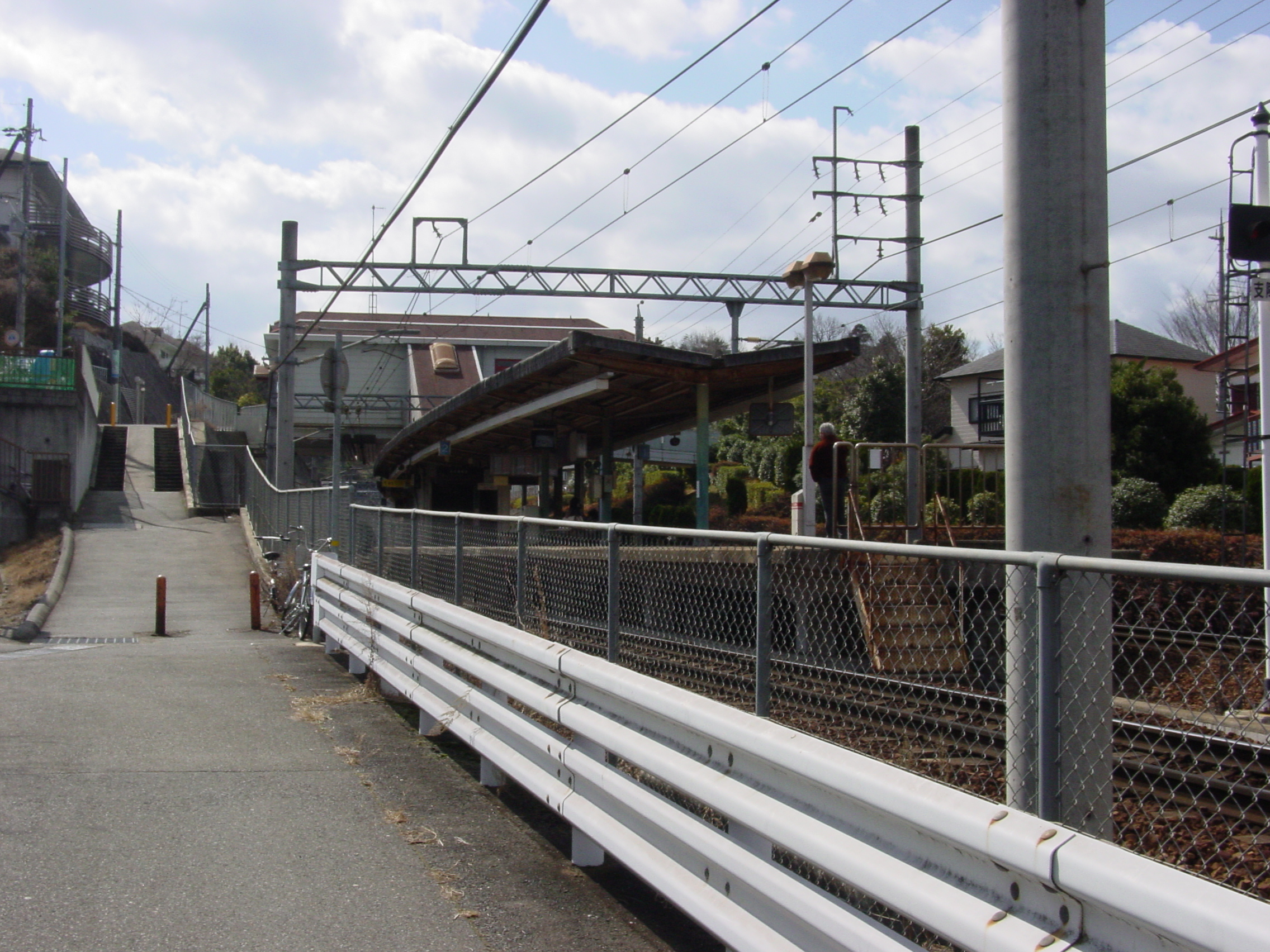
三田側から駅を見る（2008年2月）
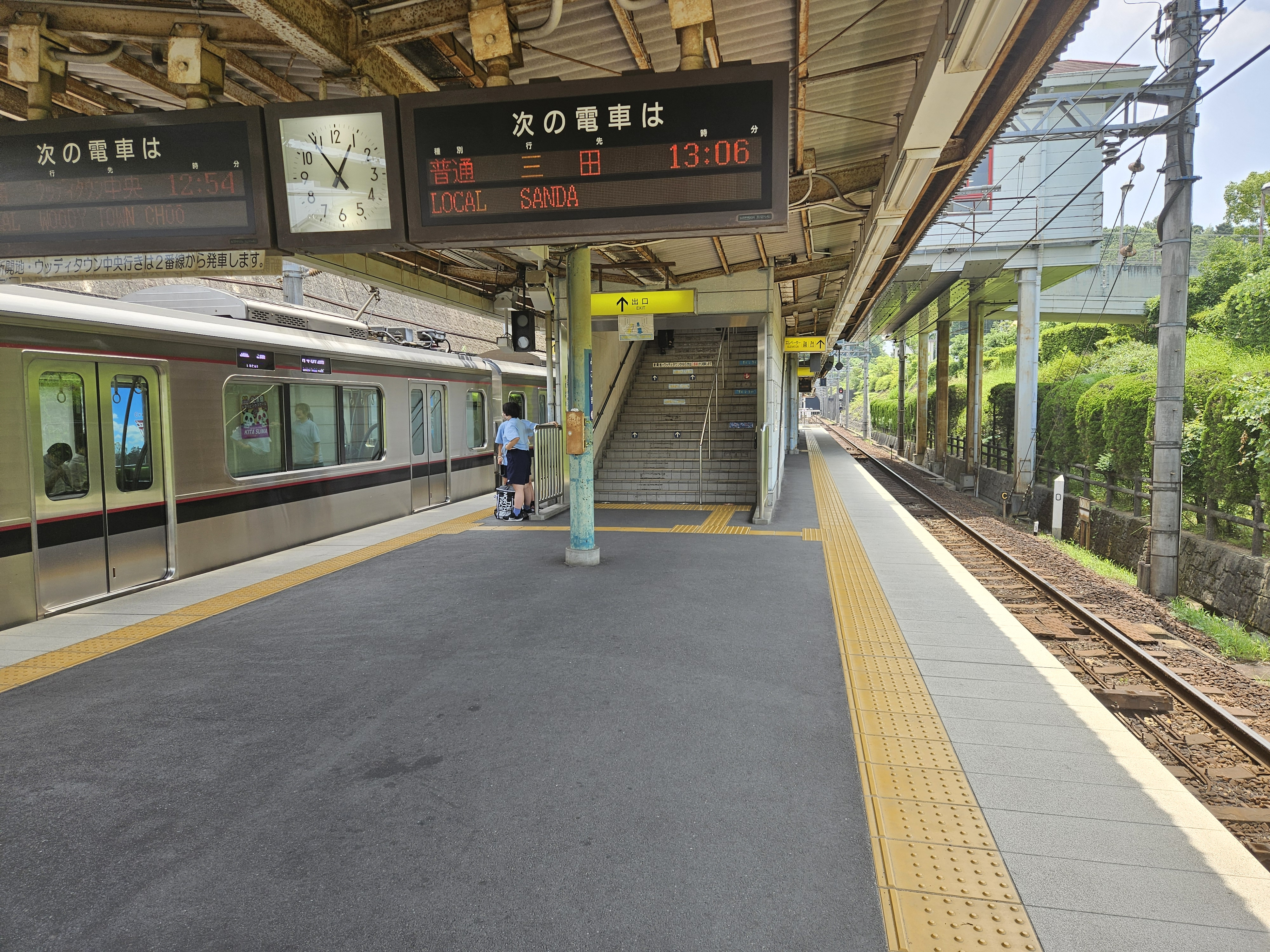
プラットホーム（2025年7月）
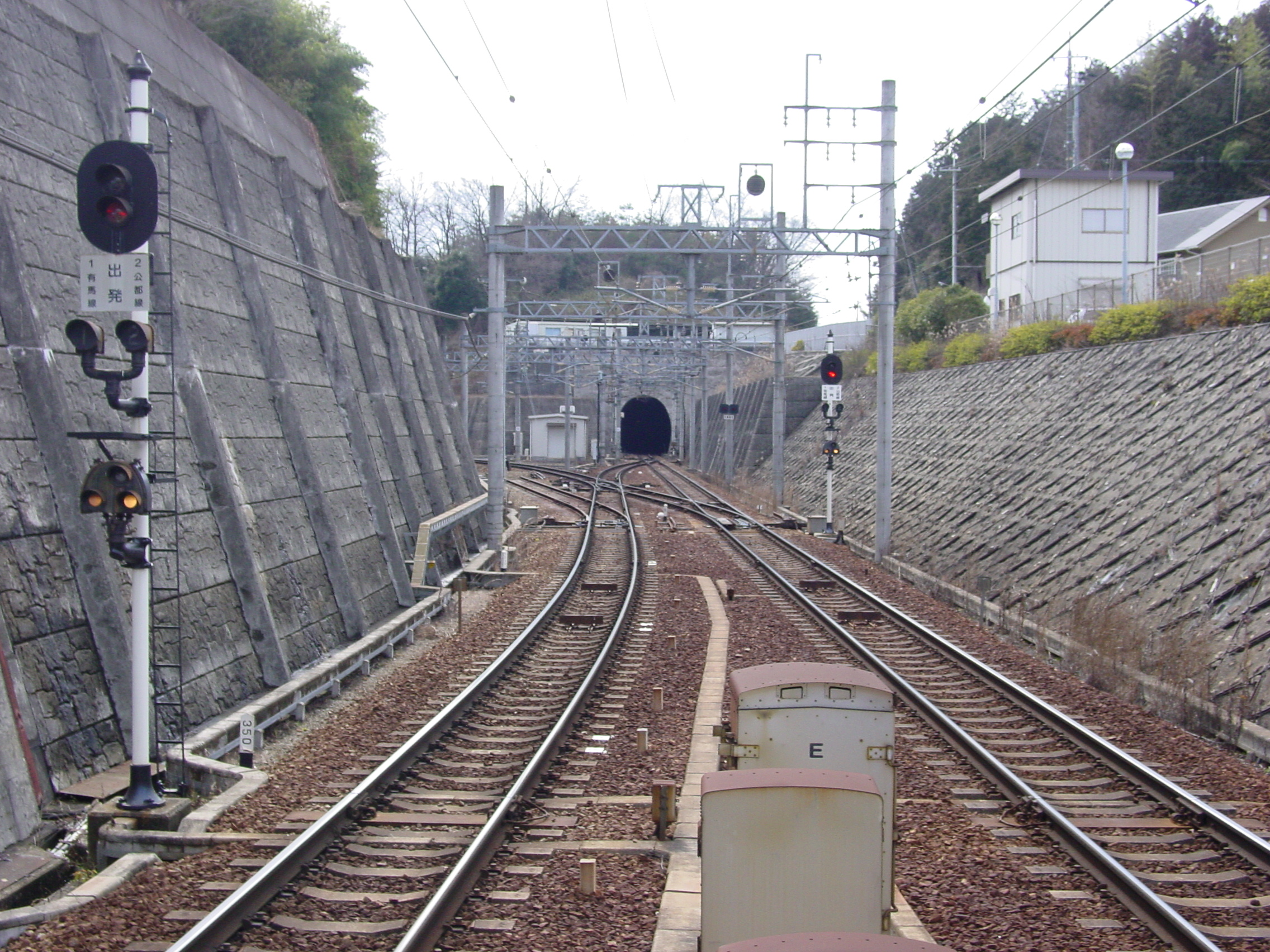
正面のトンネルは公園都市線、左へカーブする線路が三田線（2008年2月）
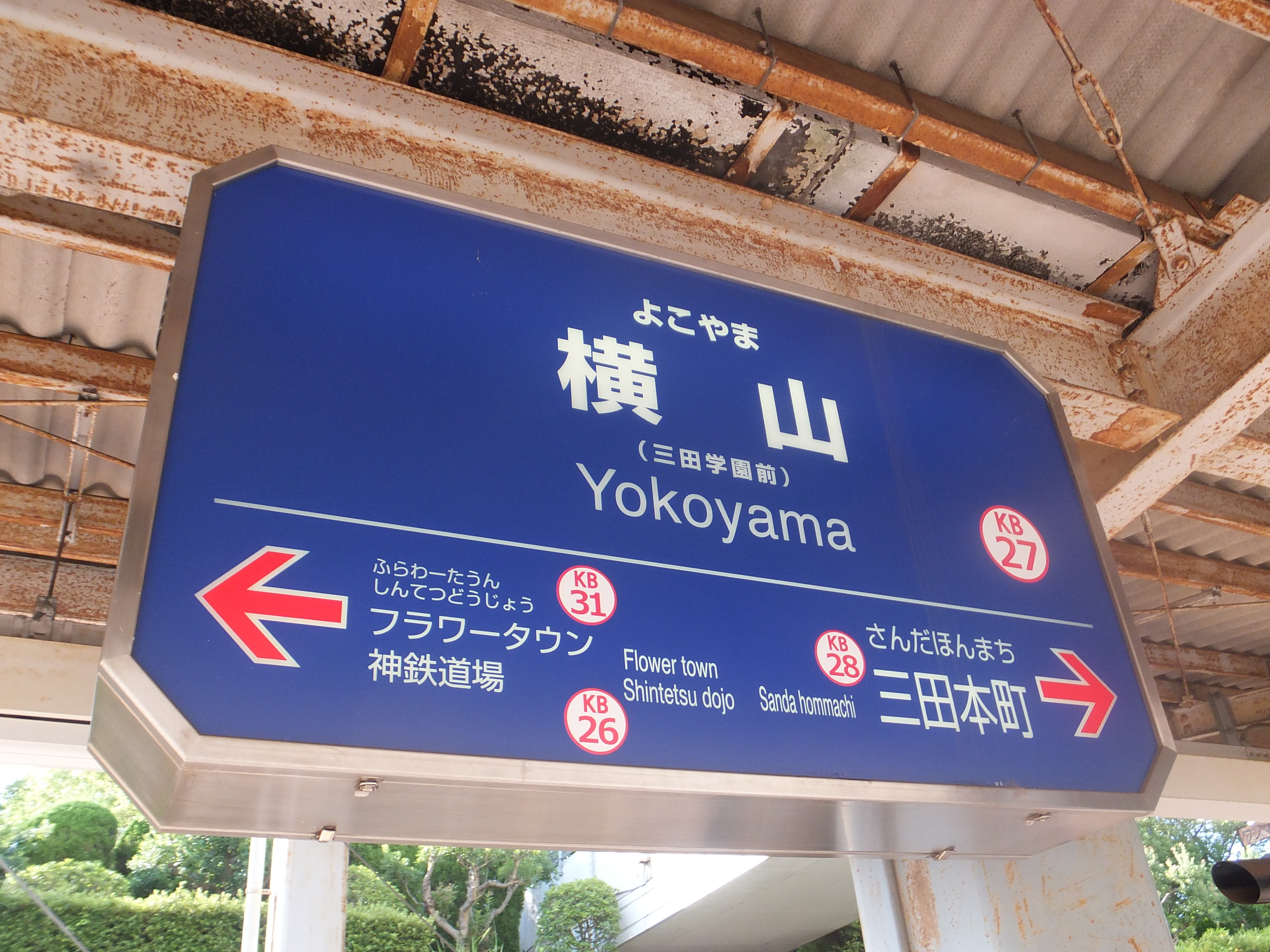
駅名標

## ダイヤ
三田線
- 下り（三田方面）：毎時8本が発車する。
- 上り（湊川方面）：毎時4本が発車する。優等列車の設定はあるが、全列車、岡場まで各駅に停車する。

公園都市線
- 毎時4本が発車する。

## 利用状況
1日あたりの乗車人員 2,212人（2021年度）
近年の1日平均乗車人員は下表のとおりである。
| 年度               | 1日平均 乗車人員 |
| ------------------ | ---------------- |
| 2002年（平成14年） | 1,908            |
| 2003年（平成15年） | 1,900            |
| 2004年（平成16年） | 1,862            |
| 2005年（平成17年） | 1,793            |
| 2006年（平成18年） | 1,790            |
| 2007年（平成19年） | 1,806            |
| 2008年（平成20年） | 1,813            |
| 2009年（平成21年） | 1,787            |
| 2010年（平成22年） | 1,837            |
| 2011年（平成23年） | 1,923            |
| 2012年（平成24年） | 2,005            |
| 2013年（平成25年） | 2,123            |
| 2014年（平成26年） | 2,121            |
| 2015年（平成27年） | 2,214            |
| 2016年（平成28年） | 2,269            |
| 2017年（平成29年） | 2,320            |
| 2018年（平成30年） | 2,356            |
| 2019年（令和元年） | 2,397            |
| 2020年（令和02年） | 2,167            |
| 2021年（令和03年） | 2,212            |

## 隣の駅
神戸電鉄
■三田線
■特快速（新開地行のみ運転）・■急行・■準急・■普通
神鉄道場駅 (KB26) - 横山駅 (KB27) - 三田本町駅 (KB28)
■公園都市線
■普通
（三田本町駅 (KB28) -） 横山駅 (KB27) - フラワータウン駅 (KB31)

## 駅周辺
三田市の市街地の外れにあり、住宅は多い。
- 国道176号
- 三田学園中学校・高等学校[1]

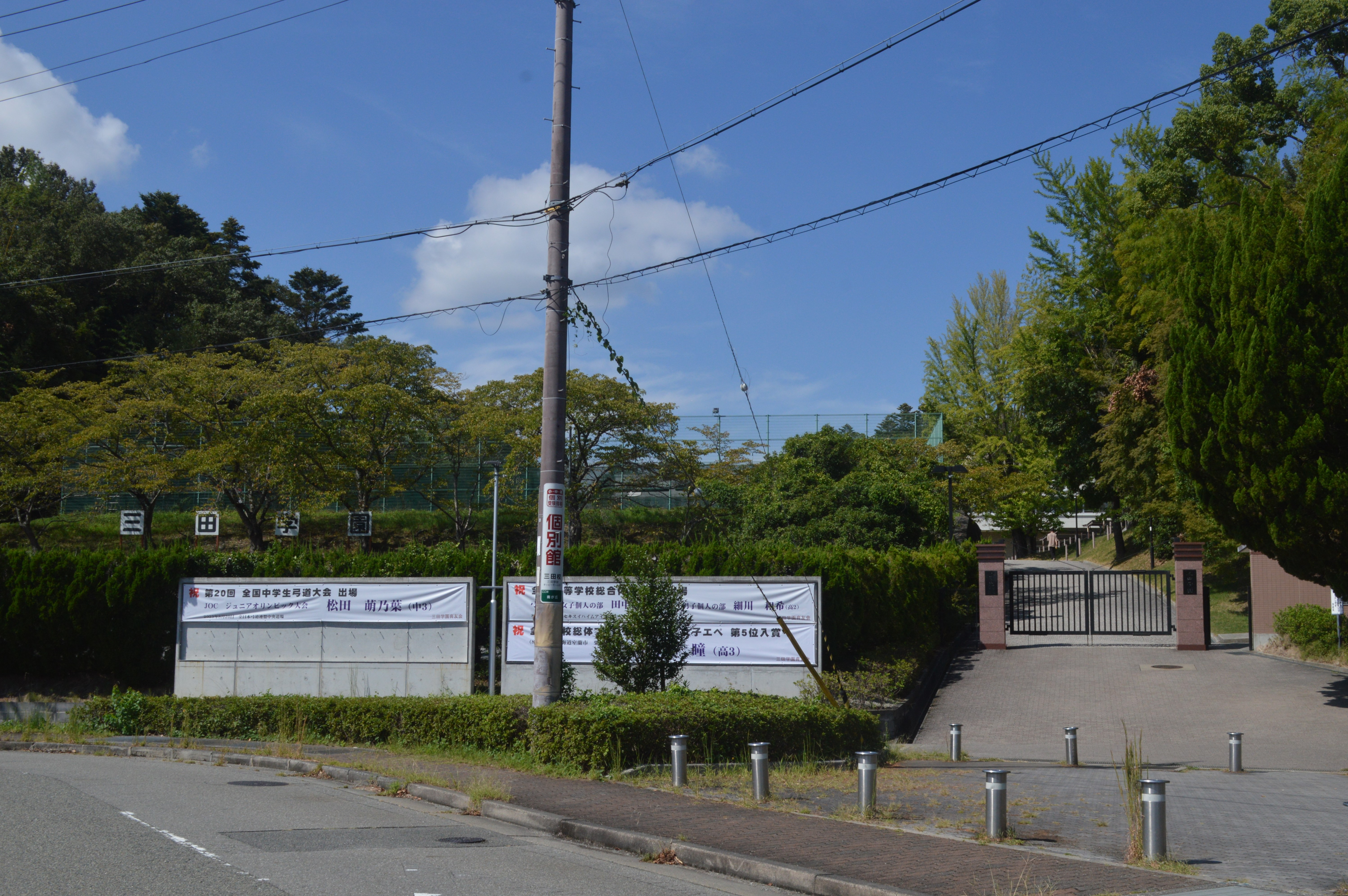
三田学園（横山門）

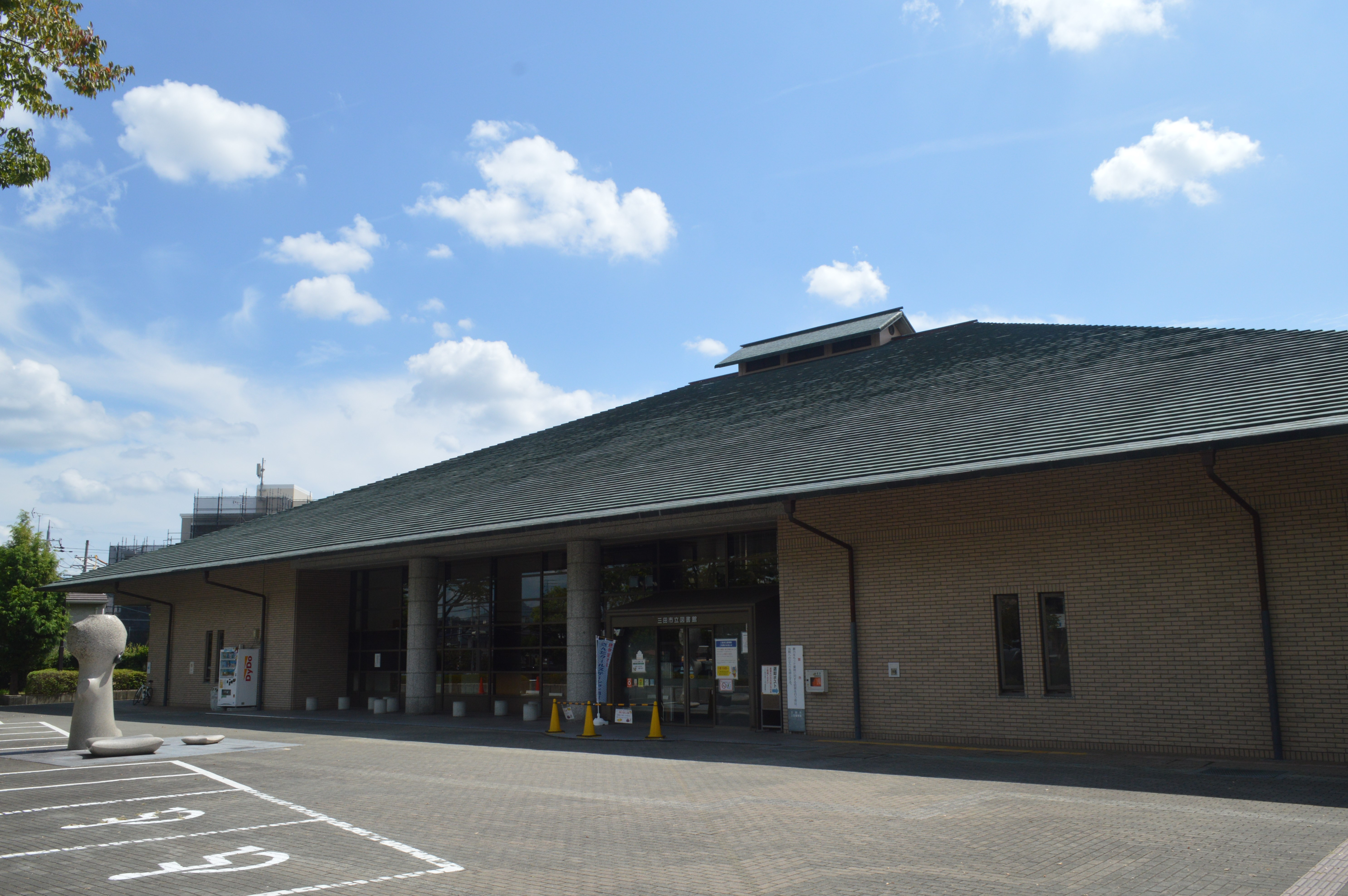
三田市立図書館

  - 特に三田学園は至近で、駅周辺案内にも「駅前」と記されている。
- 兵庫県立北摂三田高等学校
- 三田市立八景中学校
- 三田市立図書館
- 兵庫県道720号テクノパーク三田線
- 市立図書館前バス停
  - 駅前ロータリー発着のバスはなく、このバス停が最寄りとなる。
- 多聞寺
- 宝塚三田病院